# Evelyn Mesquida
Evelyn Mesquida (Alicante, 1945) es una periodista y escritora española, conocida por su trabajo en la recuperación y divulgación del papel de los combatientes republicanos españoles en la Segunda Guerra Mundial, particularmente en la liberación de París. En 2024 fue galardonada con la Medalla de Oro de la Ciudad de París en reconocimiento a su labor.

## Trayectoria
Mesquida se trasladó a París en 1977, donde comenzó realizando entrevistas a figuras españolas destacadas, como el artista Salvador Dalí. Después empezó su trabajó como corresponsal para el Grupo Zeta durante tres décadas, colaborando en las revistas Interviú y Tiempo., y haciendo entrevistas con figuras reconocidas internacionalmente, como el actor estadounidense Kirk Douglas. Fue presidenta de la Asociación de la Prensa Extranjera de París entre 1991 y 1992.
Durante su carrera, se interesó por la memoria histórica, un interés que se amplió tras descubrir la participación de soldados republicanos españoles en la liberación de París el 24 de agosto de 1944. Este descubrimiento la llevó a investigar a fondo la historia de «La Nueve», una compañía integrada mayoritariamente por republicanos españoles que formaba parte de la 2ª División Blindada del Ejército de la Francia Libre, comandada por el general Philippe Leclerc.
Mesquida recopiló testimonios de los pocos combatientes supervivientes de «La Nueve» y publicó el libro La Nueve. Los españoles que liberaron París en 2008, que se ha convertido en una obra de referencia sobre este episodio histórico. Además, es autora de Y ahora, volved a vuestras casas, centrado en los guerrilleros españoles que combatieron en Francia contra la ocupación nazi.

## Reconocimientos
Gracias a sus investigaciones y esfuerzos, el papel de «La Nueve» ha sido reconocido oficialmente por la República francesa. En 2014, con motivo del 70 aniversario de la liberación de París, el entonces presidente francés François Hollande destacó la contribución de los republicanos españoles en su discurso. La alcaldesa de París, Anne Hidalgo, inauguró el Jardin des Combattants de la Nueve, un espacio público dedicado a estos combatientes, y en 2024, entregó a Mesquida la Medalla de Oro de la Ciudad de París en reconocimiento a su labor.

## Obra
- 2008 – La Nueve. Los españoles que liberaron París. Ediciones B. ISBN 9788413140865
- 2020 – Y ahora, volved a vuestras casas. Ediciones B. ISBN 9788466679305
- 2023 – El cementerio de los locos. Ediciones B. ISBN 9788466672122